# Al-Hurr ibn Abd al-Rahman al-Thaqafi
Al-Hurr ibn Abd-ar-Rahman ath-Thaqafí (en arabe الحر بن عبد الرحمن الثقفي, al-Ḥurr ibn ʿAbd ar-Raḥmān aṯ-Ṯaqafī) est wali d'al-Andalus de 716 à 719.
Il est un gouverneur qui dirigea al-Andalus, récemment intégrée au califat omeyyades de Damas entre 716 et 718. Il est le troisième successeur d'Abd al-Aziz ibn Musa bin Nusair, le gouverneur nord africain qui conquit le royaume wisigoth d'Hispanie quelques années avant, en 711. Il fut également le premier commandant arabe à traverser les Pyrénées en 717 avec une petite expédition en Septimanie. Ces expéditions furent des échecs qui conduisirent à son éviction en 718

## Arabes et berbères
D'après les Chroniques mozarabes, Al-Hurr prit des mesures contre les Berbères installés en Hispanie à qui il reprochait de cacher des trésor, c'est-à-dire des butins qui n'auraient pas été déclarés à l'impôt de 20%, jums. Cependant nous ne savons pas si ces mesures ont pu être considérées comme une répression contre ceux qui avaient appuyé Musa. Une dizaine d'années plus tard, vers 729-730, les sources arabes et les chroniques chrétiennes font part de troubles dans le nord de la péninsule, provoqués par un chef berbère nommé Munuza, qui contrôle la Cerdagne et qui s'est allié avec le Eude d'Aquitaine, duc d'Aquitaine, dont il aurait épousé la fille, Lampegia, occasionnant une importante expédition militaire conduite en 731 par le gouverneur pour mettre fin à cette dissidence.
D'après la chronique chrétienne, la cause de cette révolte est l'oppression dont auraient été victimes les Berbères